# Liste der Kulturdenkmale in Skassa (Großenhain)
In der Liste der Kulturdenkmale in Skassa sind die Kulturdenkmale des Großenhainer Ortsteils Skassa verzeichnet, die bis Dezember 2020 vom Landesamt für Denkmalpflege Sachsen erfasst wurden (ohne archäologische Kulturdenkmale). Die Anmerkungen sind zu beachten.
Diese Aufzählung ist eine Teilmenge der Liste der Kulturdenkmale in Großenhain.

## Skassa
| Bild                                    | Bezeichnung | Lage                                               | Datierung | Beschreibung | ID       |
| --------------------------------------- | --- | -------------------------------------------------- | --- | --- | -------- |
| Direkt Bild zu diesem Denkmal hochladen | Wohnhaus | Am kleinen Hang 4 (Karte)                          | Um 1910 | Zeugnis für Bauweise im Heimatstil, gründerzeitlicher Putzbau mit Zierfachwerk, baugeschichtlich von Bedeutung. Polygonsockel, eingeschossiger Putzbau mit Dachausbau, profilierte Gewände, Zierfachwerk (mit Andreaskreuzen) an den Giebeln, Konsolen als Schmuckelemente an Fassade, originale Fenster, Satteldach, Biberschwanzdeckung. | 08958151 |
| Weitere Bilder                          | Kirche (mit Ausstattung), Kirchhof mit Einfriedung, Denkmal für die Gefallenen des Ersten und Zweiten Weltkrieges, sechs Grabmale sowie Grabanlage derer von Milkau (mit vier Grabmalen)                                   | Friedrich-Zürner-Straße (Karte)                    | 1757–1758 (Kirche); 1728 (Orgel); 1. Hälfte 18. Jahrhundert (Grabmal); Mitte/Ende 19. Jahrhundert (Grabmal); nach 1945 (Kriegerdenkmal)  | Kirche ein schlichter barocker Putzbau mit Westturm, von baugeschichtlicher und ortshistorischer Bedeutung. - Kirche (Dehio Sachsen I, S. 803): Der an einer Straße gelegene Bau bietet das Bild einer typischen Patronatskirche. 1756–58 errichtet. Das Äußere sehr schlicht. Gerader Ostabschluss mit abgewalmtem Satteldach, Westturm erst 1856 vollendet. An der Nordseite Anbau mit Familiengruft. - Das Innere zeigt zusammen mit der originalen Ausstattung ein harmonisches Bild. Die flache Decke des Emporensaales von zarten Stuckprofilen gegliedert. An der Ostseite durch eine Wand zu beiden Seiten des Altars die Sakristei abgetrennt. Im Anbau der Nordseite die herrschaftliche Betstube und ein Vorraum. Betstube vom Saal durch einen Logenprospekt mit vier rundbogigen Fenstern abgetrennt. Darüber ornamentale Stuckbekrönungen: Seitlich große Voluten, die Netzwerk umfangen, darüber eine Vase. Schöner Portikuskanzelaltar von Christian Wilhelm Mieth aus Großenhain, Cottaer Sandstein. Die Kanzel, die von einer vorkragenden Muschel getragen wird, flankiert von gewundenen Säulen. Darüber Gebälkstücke, aufspringende Voluten und jeweils ein Putto. Unter dem Kanzelkorb Predella mit Relief-Darstellung des Abendmahles in einer detailliert wiedergegebenen Architektur, vergoldet. Reizvolle Orgel von Johann Christian Pfennig aus Cröbeln (1728, 1818 erweitert). Geschweifter Prospekt, Seitenteile mit Voluten abgeschlossen. - Auf dem Kirchhof fünf Sandsteingrabmale, ein neogotisches Grabmal sowie vier Grabmale derer von Milkau - Kriegerdenkmal: graues Granitpostament, darauf Granitsockel mit obeliskenartigem Aufbau, Inschrift „Zum Gedenken/ 1914–1918/ 1939–1945“                  | 08958147 |
| Weitere Bilder                          | Postmeilensäule | Friedrich-Zürner-Straße (Karte)                    | 1722, Kopie | Kursächsische Postmeilensäule (Sachgesamtheit); verkehrsgeschichtlich von Bedeutung. Kopie des Viertelmeilensteins mit der Reihennummer 47, bezeichnet mit 1722, vom Postkurs Leipzig–Breslau im Zuge der Via Regia. Der Baumeister ist nicht bekannt. | 09304918 |
| Weitere Bilder                          | Zürner-Denkmal | Friedrich-Zürner-Straße 1 (neben) (Karte)          | Vor 1945 | Erinnerungsstein für den Pfarrer Adam Friedrich Zürner (1679–1742), 1705–1722 wohnhaft in Skassa, später Kartograph und Landvermesser, legte Grundlage für die kursächsischen Postmeilensäulen, ortshistorische Bedeutung. Grauer polierter Granitstein, Inschrift „Zum Gedenken an Adam Friedrich Zürner, 15.8.1679 – 18.12.1742, Kurfürstlich-Sächsischer Landvermesser und Geograph, er wohnte von 1705–1722 in Skassa“ (durchgängig groß geschrieben). | 08958148 |
| Direkt Bild zu diesem Denkmal hochladen | Brunnen | Friedrich-Zürner-Straße 1 (neben) (Karte)          | Seit 1190 | Zeugnis für die Existenz einer Trinkwasserquelle in Skassa, ortsgeschichtlich von Bedeutung. Quellschacht (Brunnenstube) unter der Hauptstraße, Inschrift am Zugang „Skassa am Wasser / 1190–1990“. | 08958153 |
| Direkt Bild zu diesem Denkmal hochladen | Einfriedungsmauer entlang der Pflasterstraße | Pflasterstraße (Karte)                             | 18. Jahrhundert | Orts- und straßenbildprägende Bruchsteinmauer, baugeschichtlich von Bedeutung, zum Teil verputzt | 08958149 |
| Direkt Bild zu diesem Denkmal hochladen | Straßenpflasterung | Pflasterstraße (Karte)                             | 19. Jahrhundert | Verkehrshistorische Bedeutung. Alte Straßenpflasterung, graue und rötliche Granitsteine, an der Seite leichte Absenkung (Abflussrinne). | 08958145 |
| Direkt Bild zu diesem Denkmal hochladen | Pfarrhof mit Pfarrhaus und angebautem Seitengebäude sowie Hofbaum | Pflasterstraße 1 (Karte)                           | 1. Hälfte 18. Jahrhundert | Ortshistorische Bedeutung. - Pfarrhaus: zweigeschossiger Putzbau mit profilierten Steingewänden, Segmentbogentüreinfassung, Krüppelwalmdach - Seitengebäude: zweigeschossiger Putzbau, Steingewände, Satteldach - Hofbaum: Platane | 08958144 |
| Weitere Bilder                          | Wohnhaus (Wasserturmstraße 16) mit zwei anschließenden Wohngebäudeflügeln (Wasserturmstraße 14 und Pflasterstraße 2) und Wirtschaftsgebäude an der Pflasterstraße                                                          | Pflasterstraße 2 (Wasserturmstraße 14, 16) (Karte) | Um 1900 | Zeugnis für städtisch wirkende Architektur auf dem Land, gründerzeitliche Putzbauten mit reich gestalteten Fachwerkelementen, baugeschichtlich von Bedeutung, Wohnhaus mit Seitengebäuden über U-förmigem Grundriss. - Wohnhaus: hoher Polygonsockel, darüber zweigeschossiger Massivbau, Rundbogenfenster, Giebel massiv mit Zierfachwerk (Andreaskreuze), rückwärtig ebenfalls Zierfachwerk, Krüppelwalmdach - zwei Seitengebäude (rechts und links ans Wohnhaus anschließend): hoher Polygonsockel, darüber eingeschossiger Putzbau mit rundbogigen Fenstern, Giebel massiv mit Zierfachwerk (Andreaskreuze), am Traufgesims Kopfbänder, auskragendes Dach, Dachausbau, an Rückseite je ein Dacherker mit Zierfachwerk (Andreaskreuze), Vorderseite je ein Dachhäuschen mit Zierfachwerk, an den Schmalseiten Stützpfeiler, Satteldach - Scheune: eingeschossiger breitgelagerter Putzbau mit Stützpfeilern, an Giebelseite Blendarkaden und Stützpfeiler, ehemalige Nutzung als Sozialbau | 08958164 |
| Weitere Bilder                          | Wohnhaus (Wasserturmstraße 16) mit zwei anschließenden Wohngebäudeflügeln (Wasserturmstraße 14 und Pflasterstraße 2) und Wirtschaftsgebäude an der Pflasterstraße                                                          | Wasserturmstraße 14, 16 (Pflasterstraße 2) (Karte) | Um 1900 | Zeugnis für städtisch wirkende Architektur auf dem Land, gründerzeitliche Putzbauten mit reich gestalteten Fachwerkelementen, baugeschichtlich von Bedeutung, Wohnhaus mit Seitengebäuden über U-förmigem Grundriss. - Wohnhaus: hoher Polygonsockel, darüber zweigeschossiger Massivbau, Rundbogenfenster, Giebel massiv mit Zierfachwerk (Andreaskreuze), rückwärtig ebenfalls Zierfachwerk, Krüppelwalmdach - zwei Seitengebäude (rechts und links ans Wohnhaus anschließend): hoher Polygonsockel, darüber eingeschossiger Putzbau mit rundbogigen Fenstern, Giebel massiv mit Zierfachwerk (Andreaskreuze), am Traufgesims Kopfbänder, auskragendes Dach, Dachausbau, an Rückseite je ein Dacherker mit Zierfachwerk (Andreaskreuze), Vorderseite je ein Dachhäuschen mit Zierfachwerk, an den Schmalseiten Stützpfeiler, Satteldach - Scheune: eingeschossiger breitgelagerter Putzbau mit Stützpfeilern, an Giebelseite Blendarkaden und Stützpfeiler, ehemalige Nutzung als Sozialbau | 08958164 |
|                                         | Neumühle: Mühlenanwesen mit Mühlengebäude, Wohnmühlenhaus (Nr. 2), Wohnstallhaus, Scheune, jüngerem Wohnhaus (Nr. 1, früherem Auszugshaus), Wehr und Teilen der technischen Ausstattung (darunter Siemens-Schuckert-Motor) | Zur Neumühle 1, 2 (Karte)                          | Bezeichnet mit 1847 (Wohnhaus); 1930er Jahre (Wohnhaus); 1937 (Getriebeturbine); um 1940 (MIAG-Walzenstühle und Siemens-Schuckert-Motor) | Komplett erhaltenes Mühlenensemble von ortsgeschichtlicher und technikgeschichtlicher Relevanz. - Wohnmühlenhaus (Nr. 2): zweigeschossiger Putzbau, Türstock mit Inschrift „Gott segne mein Haus, F.L. 1847“ - Mühlengebäude: viergeschossiger Putzbau, im Erdgeschoss Tür, Satteldach, gleichhoher Anbau mit mittiger Lisenengliederung, sehr flaches Satteldach, übliche Aufteilung einer Getreide- oder Mahlmühle mit mehreren Böden (Erdgeschoss, Mahlboden oder Walzenstuhlboden, Rohrboden und Plansichterboden) - Scheune: massiver Putzbau, zwei große Tordurchfahrten, Mansardgiebeldach - Wohnstallhaus: breitgelagerter zweigeschossiger Bruchsteinbau, verputzt, im Obergeschoss Gesindewohnungen, in beiden Geschossen Sandstein-Fenstergewände, zum Teil profiliertes Gurtgesims, 4:11 Achsen, originale Fenster, originale Tür mit profilierten Sandsteingewänden, im Giebel zwei Rundbogenfenster mit gerader profilierter Bedachung, Satteldach - ehemaliges Auszugshaus (Nr. 1, heute Wohnhaus): zweigeschossiger Putzbau, mit dreieckiger Auslucht im Erdgeschoss, Walmdach mit Dachhecht - Backhaus mit Wagenschuppen (keine Denkmale): Bruchsteinbau, verputzt, Satteldach - Denkmalpflegerisch relevante Technik: Doppelwalzenstühle der Firma MIAG (Mühlenbau und Industrie AG Braunschweig und Dresden), Mandelbürstenmaschine, Triteur (Auslesemaschine), Siemens-Schuckert-Motor mit Ölanlasser, Langsamläufer (um 1940), Getriebeturbine (Abrieb, Getriebe und Turbine, Firma J. M. Voith, 1937) und Wehr als Holzkonstruktion - Nicht von Belang: Hauptransmission im Erdgeschoss, Nagema-Walzenstühle auf dem Mahlboden, moderne Plansichter auf dem Plansichterboden und diverse neuere Transportvorrichtungen | 08958152 |

## Tabellenlegende
- Bild: Bild des Kulturdenkmals, ggf. zusätzlich mit einem Link zu weiteren Fotos des Kulturdenkmals im Medienarchiv Wikimedia Commons. Wenn man auf das Kamerasymbol klickt, können Fotos zu Kulturdenkmalen aus dieser Liste hochgeladen werden:
- Bezeichnung: Denkmalgeschützte Objekte und ggf. Bauwerksname des Kulturdenkmals
- Lage: Straßenname und Hausnummer oder Flurstücknummer des Kulturdenkmals. Die Grundsortierung der Liste erfolgt nach dieser Adresse. Der Link (Karte) führt zu verschiedenen Kartendiensten mit der Position des Kulturdenkmals. Fehlt dieser Link, wurden die Koordinaten noch nicht eingetragen. Sind diese bekannt, können sie über ein Tool mit einer Kartenansicht einfach nachgetragen werden. In dieser Kartenansicht sind Kulturdenkmale ohne Koordinaten mit einem roten bzw. orangen Marker dargestellt und können durch Verschieben auf die richtige Position in der Karte mit Koordinaten versehen werden. Kulturdenkmale ohne Bild sind an einem blauen bzw. roten Marker erkennbar.
- Datierung: Baubeginn, Fertigstellung, Datum der Erstnennung oder grobe zeitliche Einordnung entsprechend des Eintrags in der sächsischen Denkmaldatenbank
- Beschreibung: Kurzcharakteristik des Kulturdenkmals entsprechend des Eintrags in der sächsischen Denkmaldatenbank, ggf. ergänzt durch die dort nur selten veröffentlichten Erfassungstexte oder zusätzliche Informationen
- ID: Vom Landesamt für Denkmalpflege Sachsen vergebene, das Kulturdenkmal eindeutig identifizierende Objekt-Nummer. Der Link führt zum PDF-Denkmaldokument des Landesamtes für Denkmalpflege Sachsen. Bei ehemaligen Kulturdenkmalen können die Objektnummern unbekannt sein und deshalb fehlen bzw. die Links von aus der Datenbank entfernten Objektnummern ins Leere führen. Ein ggf. vorhandenes Icon  führt zu den Angaben des Kulturdenkmals bei Wikidata.

## Ausführliche Denkmaltexte
1. ↑  Grabmale auf dem Kirchhof:
  - Fünf Sandsteingrabmale: zwei davon mit Efeu umwuchert, ein Kreuz aus Sandstein in Form zweier Baumstämme, eine Sandsteinplatte mit verwitterter Inschrift, eine 1,50 m hohe Urne aus Sandstein mit kanneliertem Schaft und Rautendekor, stark verwittert
  - neogotisches Grabmal: tabernakelähnlicher Grabstein mit Maßwerk und Fialen, Kielbogen mit Krabben, Inschrift zum Teil stark verwittert (Heinrich ... Lehmann, geb. 1917 ...),
  - vier Grabmale derer von Milkau: zwei schlichte Muschelkalksarkophage, einer bezeichnet mit „Hans Dedo Freiherr von Milkau, geb. 12.2.1858, gest. 24.12.1913“, der andere bezeichnet mit „Sophie Marie Freifrau von Milkau, geb. 22.10.1869, gest. ...3.1954“, zwei Grabmale mit Einfriedung (gusseiserne Pforten, mit Ketten verbunden): 1. Emma Louise von Milkau, geboren 25.5.1826, gestorben 30.1.1898, 2. Robert Dedo Baron von Milkau, geboren 7.10.1819, gestorben 14.11.1892